# Luzerne orbiculaire
Medicago orbicularis
Espèce
Classification phylogénétique
La luzerne orbiculaire (Medicago orbicularis) est une espèce de plantes à fleurs de la famille des Fabaceae. C'est une plante herbacée annuelle. C'est l'une des nombreuses luzernes à fleurs jaunes qu'on rencontre dans les régions méditerranéennes (et jusqu'au centre et sud-ouest de la France).
Elle pousse à proximité des cultures (oliviers notamment), et se distingue des autres luzernes par ses stipules profondément échancrées et par ses gousses de 15 mm, en forme de disque à 4-6 spirales aplaties ne portant pas d'épines.
Sous-espèces et variétés
- subsp. castellana
- subsp. orbicularis
  - var. marginata
  - var. orbicularis